# Luceafărul
Luceafărul (pol. gwiazda wieczorna) – rumuński studencki dwutygodnik kulturalny i literacki, wydawany w Budapeszcie od 1 lipca 1902 r. do 1 września 1906 r., a następnie w Sybinie od 15 października 1906 r. do 15 sierpnia 1914 r. Po I wojnie światowej czasopismo ukazywało się w Bukareszcie od 1 stycznia 1919 r. do 1 maja 1920 r. Nazwa czasopisma pochodzi od poematu Luceafărul Mihaia Eminescu.
Pismo poruszało problemy siedmiogrodzkich Rumunów, propagowało też literaturę inspirowaną folklorem rumuńskim. Kontynuując tradycje pism "Familia" i "Tribuna" starało się brać udział w życiu literackim całej Rumunii.
Redaktorami "Luceafărul" byli m.in. Octavian Goga, Ion Agârbiceanu, Eugen Lovinescu, Liviu Rebreanu, Mihail Sadoveanu, Ilarie Chendi, Ștefan Octavian Iosif, Dimitrie Anghel, Victor Eftimiu.
W 1958 r. rozpoczęto wydawanie czasopisma o tej samej nazwie, będącego organem Związku Pisarzy Rumuńskich, a skupiającego się na twórczości młodych pisarzy.